# VVhile
 (транскр.  Вајл) била је српска музичка група из Београда.

## Историја
Група је основана 2011. године.

## Чланови
- Андрија Спичановић — гитара, вокал
- Стеван Ћировић — бубањ, вокал

## Дискографија

### Студијски албуми
- (2014)
- (2018)

### издања
- (2012)
- (2014)

### Албуми уживо
- (2013)

### Учешћа на компилацијама
- Компот (2013) — песма
- (2013) — песма
- (2015) — песма
- Компот берба 2014. (2015) — песма